# Matt Fraction
Matt Fritchman (Chicago Heights, 1 de desembre de 1975), més conegut amb el sobrenom Matt Fraction, és un escriptor de còmics estatunidenc, conegut principalment per les seves obres The Invincible Iron Man, The Immortal Iron Fist, Uncanny X-Men, i Hawkeye per Marvel Comics, i Casanova i Sex Criminals per Image Comics.

## Premis
- Premi Eagle al millor escriptor novell (2008)[3]
- Premi Eisner (2009) a la millor nova sèrie per The Invincible Iron Man (compartit amb Salvador Larroca)[4]
- Premi literari PEN Center USA per la seva excepcional obra completa (2010)[5][6]
- Premis Harvey (2014):
  - "Millor breu o historieta" per Hawkeye #11, "Pizza Is My Business" (compartit amb David Aja i altres).[7]
  - "Millor nova sèrie" per Sex Criminals (compartit amb Chip Zdarsky).[7]
- Premis Eisner (2014):
  - "Millor edició en solitari (o One-Shot)" per Hawkeye #11, "Pizza Is My Business" (compartit amb David Aja).[8]
  - "Millor nova sèrie" per Sex Criminals (compartit amb Chip Zdarsky).[8]
- Premi Inkpot (2016)[9]